# Stefano Battaglia
Stefano Battaglia (Milano, 31 agosto 1965) è un pianista e compositore italiano.

## Biografia
Ha svolto un’intensa ricerca specifica attorno alla solo performance sia in ambito classico (con repertori barocchi e contemporanei) che di improvvisazione, concentrandosi al contempo nel dialogo tra strumenti a percussione, evidenziata dalle lunghe collaborazioni, in duo con i percussionisti Pierre Favre (l’album Omen), Tony Oxley (il cd Explore è stato votato negli Stati Uniti tra i migliori dieci album europei del decennio 1990-2000) e Michele Rabbia con gli album Stravagario I e II e Pastorale.
Dal 2003 ha all'attivo 7 pubblicazioni con l'etichetta ECM, la prima delle quali è il doppio album Raccolto. Il successivo doppio album Re: Pasolini, lavoro celebrativo ispirato e dedicato alla figura e all’opera di Pier Paolo Pasolini, viene eseguito nelle più prestigiose sale da concerto del mondo, tra cui la Steinway Hall di New York, l’Alte Oper di Francoforte e il Teatro Vachron di Atene. Nel 2010 pubblica Pastorale in duo con il percussionista Michele Rabbia, mentre nel periodo successivo si concentra prevalentemente sul trio con Salvatore Maiore e Roberto Dani, con cui registra The River of Anyder, Songways e In the Morning. Nel 2017 torna alla performance in piano solo, con il doppio album live Pelagos.

## Discografia parziale

### Come Leader
- Il cerchio interno - Esalogia Dell'abside - 1999 (Symphonia)
- Fiabe - 1995 (Egea Records)
- Originaria - 2003 (Symphonia)
- Raccolto - 2005 (ECM)
- RE: Pasolini - 2007 (ECM)
- Pastorale - 2010 (ECM)
- The River of Anyder - 2011 (ECM)
- Songways - 2013 (ECM)
- In the Morning - Music of Alec Wilder - 2015 (ECM)
- Pelagos - 2017 (ECM)